# Crusher (ukrainische Band)
Crusher ist eine ukrainische Thrash-Metal-Band aus Kiew, die im Jahr 2007 unter dem Namen Stormrider gegründet wurde.

## Geschichte
Die Band wurde im März 2007 von Gitarrist und Sänger Yaroslav Dyatel und Gitarrist Alexander Kumeyko unter dem Namen Stormrider gegründet. Anfangs coverten sie Lieder von Motörhead, Iron Maiden und Black Sabbath. Im ersten Jahr wechselte der Posten des Schlagzeugers mehrfach und Bassist Sergey Losev kam zur Band. Im November 2008 kam Ruslan Babaev als fester Schlagzeuger zur Besetzung, woraufhin die Band ihren Namen in Crusher änderte. Am 10. November spielte die Band ihr erstes Konzert. Im Frühling 2009 nahm die Band ihre erste EP auf, die fünf Lieder umfasste. Im Januar 2010 verließ Gitarrist Alexander Kumeyko die Band, wonach sich die Band entschied, zu dritt weiterzumachen. Die bereits aufgenommene EP erschien im Juli 2010 unter dem Namen Politishit. Im Dezember 2010 begannen die Aufnahmen zum Debütalbum. Die Aufnahmen dauerten bis Herbst 2011 an. Währenddessen ging die Band auf Tour durch die Ukraine und veröffentlichte über das Internet die Single S(k)atanic Ride. Im Herbst desselben Jahres filmte die Band außerdem ein Musikvideo für das Lied. Anfang 2012 unterschrieb die Band einen Vertrag bei Metal Scrap Records, worauf das Album am 13. Januar unter dem Namen Endless Torment über Total Metal Records, einem Sublabel von Metal Scrap Records, erschien.

## Stil
Die Band spielt aggressiven klassischen Thrash Metal, der an frühe Werke von Kreator und teilweise auch an Nuclear Assault erinnert.

## Diskografie
- 2010: Politishit (EP, Eigenveröffentlichung)
- 2011: S(k)atanic Ride (Single, Eigenveröffentlichung)
- 2012: Endless Torment (Album, Total Metal Records)